# イー・トンシン
イー・トンシン（爾 冬陞、Derek Yee、1957年12月28日 -）は香港の俳優・映画監督・脚本家・映画プロデューサー。俳優の秦沛およびショウ・ブラザーズの看板スターだった姜大衛は異父兄。

## 来歴
1970年代から主にショウ・ブラザーズ映画を中心に出演。1986年、『癲佬正傳』により監督デビュー。これ以降、脚本、製作も手掛け、数々の賞を受賞している。ジャンルはコメディ、アクション、ラブストーリーと幅広く製作している。また、レスリー・チャンと組むことが多かった。1994年に『つきせぬ想い』で香港電影金像奨の最優秀作品賞・最優秀監督賞・最優秀脚本賞を、2005年に『ワンナイト・イン・モンコック』で最優秀監督賞・最優秀脚本賞を受賞。

## 主な出演作品
- 多情剣客無情剣 (1977年)
- 楚留香之二蝙蝠伝奇（1977年、日本未公開）
- 倚天屠龍記（1978年、日本未公開）
- 如来神拳 カンフーウォーズ (1982年)
- 少林拳王子 (1982年)
- 少林羅漢拳 (1983年)
- 誘拐同盟スクランブル5 (1987年)
- チャイニーズ・ウォリアーズ (1987年)
- 川島芳子 (1990年)
- 画魂 愛、いつまでも (1992年)
- 少林寺 達磨大師 (1994年)

## 監督作品
邦題、原題、製作年の順。＊は監督と脚本を兼任。
- 癲佬正傳(英語名The Lunatics 1986年、日本未公開)＊ - 1982年に香港で起こった幼稚園襲撃無差別殺人事件（犯人家族を含む6名死亡）[2] をもとにしたもの。出演者の秦沛が香港電影金像奨最優秀助演男優賞を受賞。
- 野獣たちの掟 (人民英雄、1988年)＊
- つきせぬ想い (新不了情、1993年) ＊
- フル・スロットル/烈火戦車 (烈火戦車、1995年) ＊
- 夢翔る人/色情男女 (色情男女、1996年)＊
- 真心話 (真心話、1999年)＊
- 忘れえぬ想い (忘不了、2003年)
- ワンナイト・イン・モンコック(旺角黒夜、2004年)＊
- 早熟 〜青い蕾〜 (早熟、2005年)＊
- ぼくの最後の恋人 (千杯不酔、2005年)＊
- プロテージ/偽りの絆 (門徒、2007年)＊監督・脚本・主演兼任。（日本では「イートンシン監督映画祭」で特別上映）
- 新宿インシデント (新宿事件、2009年)＊
- トリプルタップ (槍王之王、2010年)＊
- 大魔術師"X"のダブル・トリック (大魔術師、2011年)＊
- (我是路人甲、2015年)＊
- 修羅の剣士 (三少爺的劍、2015年)＊

## その他の参加作品
- ダブルタップ (鎗王、2000年) 製作・原案
- ファイターズ・ブルース (阿虎、2000年) 製作
- カルマ (異度空間、2002年) 製作・脚本
- 玲玲(リンリン)の電影日記 (夢影童年、2004年) 製作
- 盗聴犯 〜死のインサイダー取引〜 (竊聽風雲、2009年) 製作
- 盗聴犯 狙われたブローカー (竊聽風雲2、2011年) 製作
- インターセプション 盗聴戦 (竊聽風雲3、2014年) 製作